# 習仲勲
習仲勲（しゅう ちゅうくん、シー・ジョンシュン、1913年10月15日 - 2002年5月24日）は、中華人民共和国の政治家。旧メンバーからの入れ替わりの、八大元老の一人で中国共産党の第7期中央候補委員、第8期中央委員、第12期中央政治局委員などを歴任。
現中華人民共和国最高指導者、中国共産党中央委員会総書記である習近平の父。

## 経歴
1928年中国共産党入党。日中戦争期間中は陝西省、甘粛省など中国西北部で高崗らとともに革命根拠地を作り、陝甘辺ソビエト政府主席や西北野戦軍副政治委員を務めるなど、長期にわたり西北部の党、政、軍の工作の中心人物となり、後の陝西幇の地盤を築いた。1949年11月30日、中共中央軍事委員会の決定により、第1野戦軍と西北軍区が統合され、中国人民解放軍第1野戦軍兼西北軍区に改称された時、彭徳懐が司令員、習仲勲が政治委員となった。
1949年10月の中華人民共和国成立後は、1952年に党中央宣伝部長に任命。1953年9月18日、政務院秘書長に任命され、1954年9月27日に国務院に改組されると、引き続き国務院秘書長を務めた。1959年4月28日には国務院副総理兼秘書長に昇格。その間、1945年の第7回党大会で中央委員会候補委員、1956年9月の第8回党大会で党中央委員となる。

### 文化大革命期

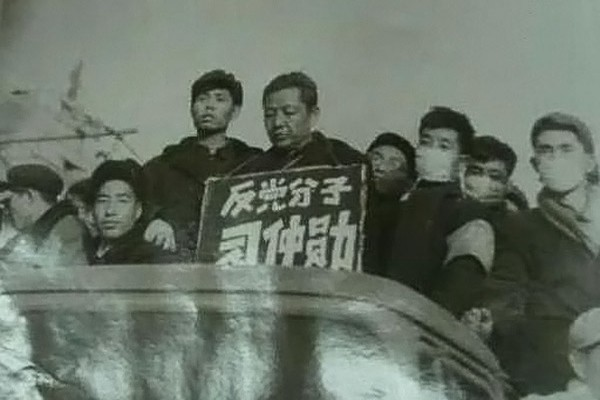
造反派に引き回され糾弾を受ける習仲勲（1967年）

しかし、1962年8月の第8期10中全会予備会議で反党小説劉志丹事件が粛清された高崗の名誉回復を企むものと攻撃され、9月の第8期10中全会では毛沢東からも批判され、康生を主任とする審査委員会が発足、半年後に西北反党集団として党内外の全職務を解任された。この事件は文化大革命の先駆けとなり、その後、文革も終了して毛沢東が死去してから2年後の1978年まで、16年間も拘束されるなど残酷な迫害を受けた。

### 復活後
1978年4月には広東省党委員会第4回大会で省委第二書記として復活し、同年12月には第一書記に昇格。翌1979年12月の広東省第5期人民代表大会第2回会議の決定により広東省長を兼任。1980年には広州軍区第一政務委員となり、広東省の党、政、軍の中心人物となった。文化大革命以前に広東省書記だった趙紫陽同様、香港への密航者が後を絶たないことに衝撃を受け、広東省の改革開放を進め、党中央工作会議で税制面で経済特区構想を提起した。深圳市は1980年5月に正式に経済特区として承認された。
1978年12月の第11期3中全会で名誉回復し、中央委員に選出される。
1980年9月10日には全人代常務委員会副委員長に任ぜられ、1981年6月10日より法制委員会主任を兼任。1981年6月の第11期6中全会で中央書記処書記となり、中央書記処の日常業務を担当。1982年9月12日の第12期1中全会で党中央政治局委員に選出され、書記処書記に再選出された。
1988年4月8日、第7期全人代常務委員会副委員長。1993年退任。
2002年5月24日、北京で病死。八宝山革命公墓に埋葬された。2007年、出身地の陝西省富平県に当時陝西省党書記だった趙楽際によって改葬のための古代の皇帝陵並みの巨大な陵墓が建設された。この墓には記念館が併設され、面積は約7千平方メートル。専用道路と駐車場を含めると2万平方メートルを超えるという。書籍の発刊や記念切手も発行されるなど息子・習近平によって父・習仲勲への個人崇拝も強められているとされる。

## 人物

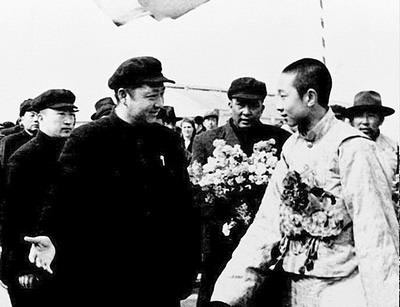
パンチェン・ラマ10世と

- ウイグル人などの少数民族に融和的で理解がある人物だったとされ[16]、チベットのダライ・ラマ14世と親交が深く、腕時計を贈られた[17]。内モンゴル自治区の指導者であるウランフとも中国西北部でともに活動した時代から非常に親密な仲であり、モンゴル族の民族衣装であるデールを着てウランフと握手する姿も記念写真に残ってる[18]。

- 中国で散逸し、1990年代に日本の皇室関係者経由で写本を手に入れた群書治要の研究を命じて後に刊行される『群書治要考訳』の題字を揮毫しており[19]、2015年に新年の辞を述べた習近平の執務室の書棚に映って注目された[20]。

- 中国共産党の元老（万里死後は最長老）でキングメーカーともされる宋平と密接な関係を持ち、宋平は胡錦涛の後継者に習近平が指名される際の後ろ盾にもなったとされる[21]。

- 北朝鮮の金日成・金正日親子と交流があり[22][23]、金正日の息子である金正恩が最高指導者就任後初の外遊で訪中した際は習近平から1983年に後継者内定後初の外遊で訪中した金正日と父親の習仲勲の所縁が引き合いに出されて宴会では毛沢東、周恩来、鄧小平、江沢民、胡錦涛ら中国の歴代指導者とともに習仲勲が金親子と触れ合う映像が映し出された[24]。

## 家族
- 前妻 郝明珠 - （1916年6月-2006年4月）1935年結婚、後に離婚
  - 長女 習和平 - （1938年-1968年）文革中に迫害で自殺、子は母郝明珠に預ける
  - 次女 習乾平 - （1939年-）郝平
    - 次男（孫）馬宝山 - 法務日報副総裁・副編集長

  - 長男 習正寧（習富平）- （1941年-1998年11月）海南省政法委書記、司法省の委員会及びディレクター、1998年に病死

- 後妻 斉心 - （1926年11月-）1944年結婚
  - 長女 斉橋橋 - （1949年3月-）北京中民信房地産開発有限公司会長
    - 娘（孫） 張延南

  - 次女 斉安安 - （1951年-）哈德森清潔能源投資基金(Hudson Clean Energy) 中国支社副代表
    - 息子（孫） 呉拉非
    - 娘（孫） 呉雅凝

  - 長男 習近平 - （1953年6月-）現中華人民共和国最高指導者、中国共産党中央委員会総書記
    - 娘（孫）習明沢 -（1992年6月-）

  - 次男 習遠平 - （1956年11月-）国際節能環保（省エネ環境保護）協会会長
    - 息子（孫） 西明正

## 関連文献
- 石川禎浩「小説『劉志丹』事件の歴史的背景」『日本当代中国研究』第2013巻、2013年、16-55頁、CRID 1010000782237806727、hdl:2433/246470。